# Historia del café

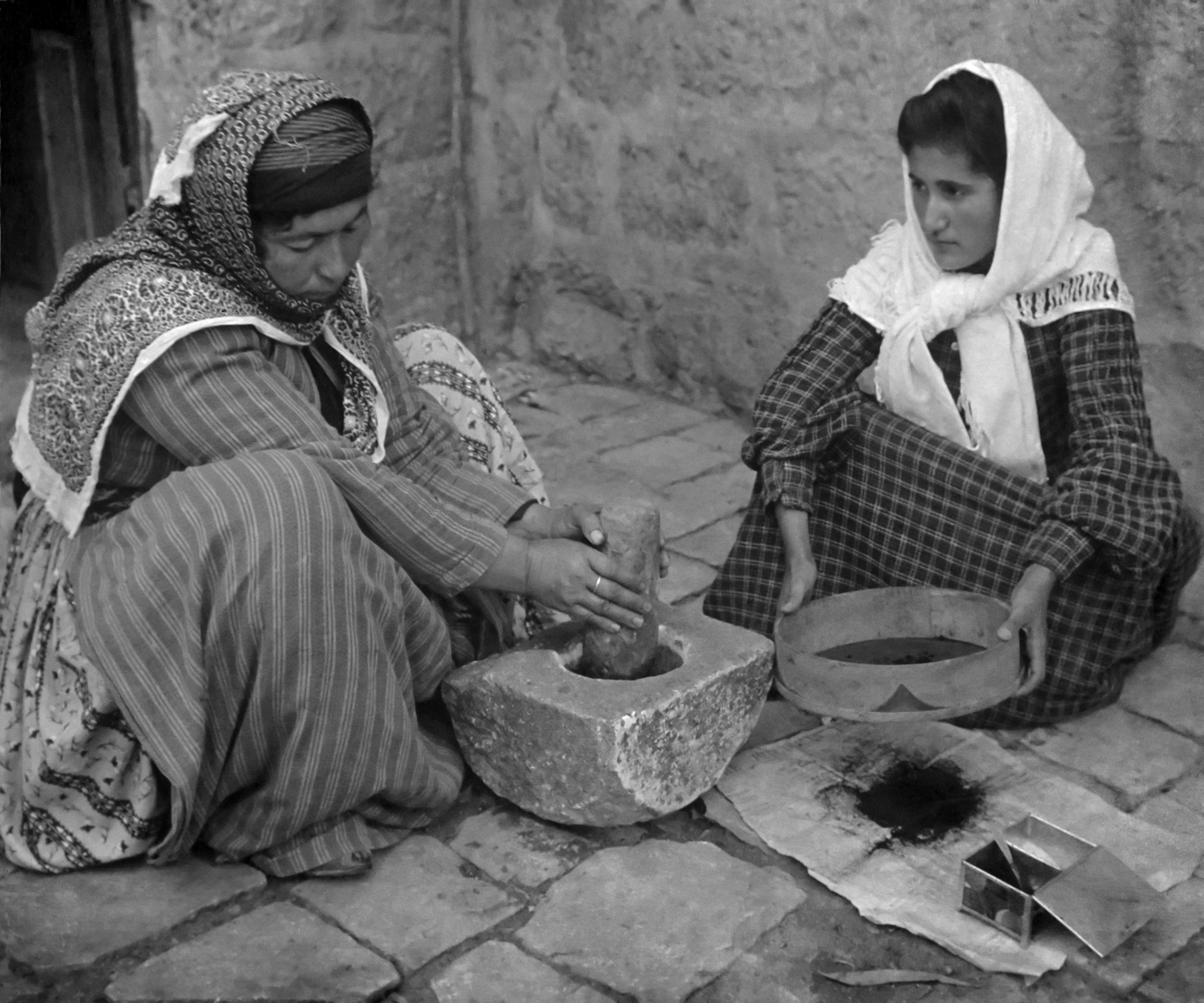
Mujeres palestinas moliendo café a la manera antigua, 1905

La historia del café se remonta al siglo XIII, aunque el origen del café sigue sin esclarecerse. Se cree que los ancestros etíopes del actual pueblo oromo fueron los primeros en descubrir y reconocer el efecto energizante de los granos de la planta del café; sin embargo, no se ha hallado evidencia directa que indique en qué parte de África crecía o qué nativos lo habrían usado como un estimulante o incluso conocieran su existencia antes del siglo XVII.
La historia de Kaldi, un criador de cabras etíope del siglo IX que habría descubierto el café, no apareció escrita hasta 1671 y es probablemente apócrifa. Se cree que, desde Etiopía, el café fue propagado a Egipto y Yemen. La evidencia creíble más temprana de cualquier bebida de café o conocimiento del árbol del café aparece a mediados del siglo XV, en los monasterios sufi de Yemen. Fue allí, en Arabia, donde los granos de café fueron tostados y molidos por primera vez con sal en una forma similar a como son preparados en la actualidad. Para el siglo XVI, se había expandido por el resto del Medio Oriente, Persia, Turquía y África del Norte. Luego, el café se extendió a Italia y el resto de Europa hasta Indonesia y el continente americano.
La palabra "café" proviene del término turco kahve, a su vez, procedente del árabe, qahwa, a través del italiano. El término árabe sería una abreviación de la expresión qahhwat al-bun o planta de café. Un posible origen de la palabra se encontraría en el Reino de Kaffa en Etiopía, de donde procedería la planta del café; su nombre allí es bunn o bunna.

## Primeros usos

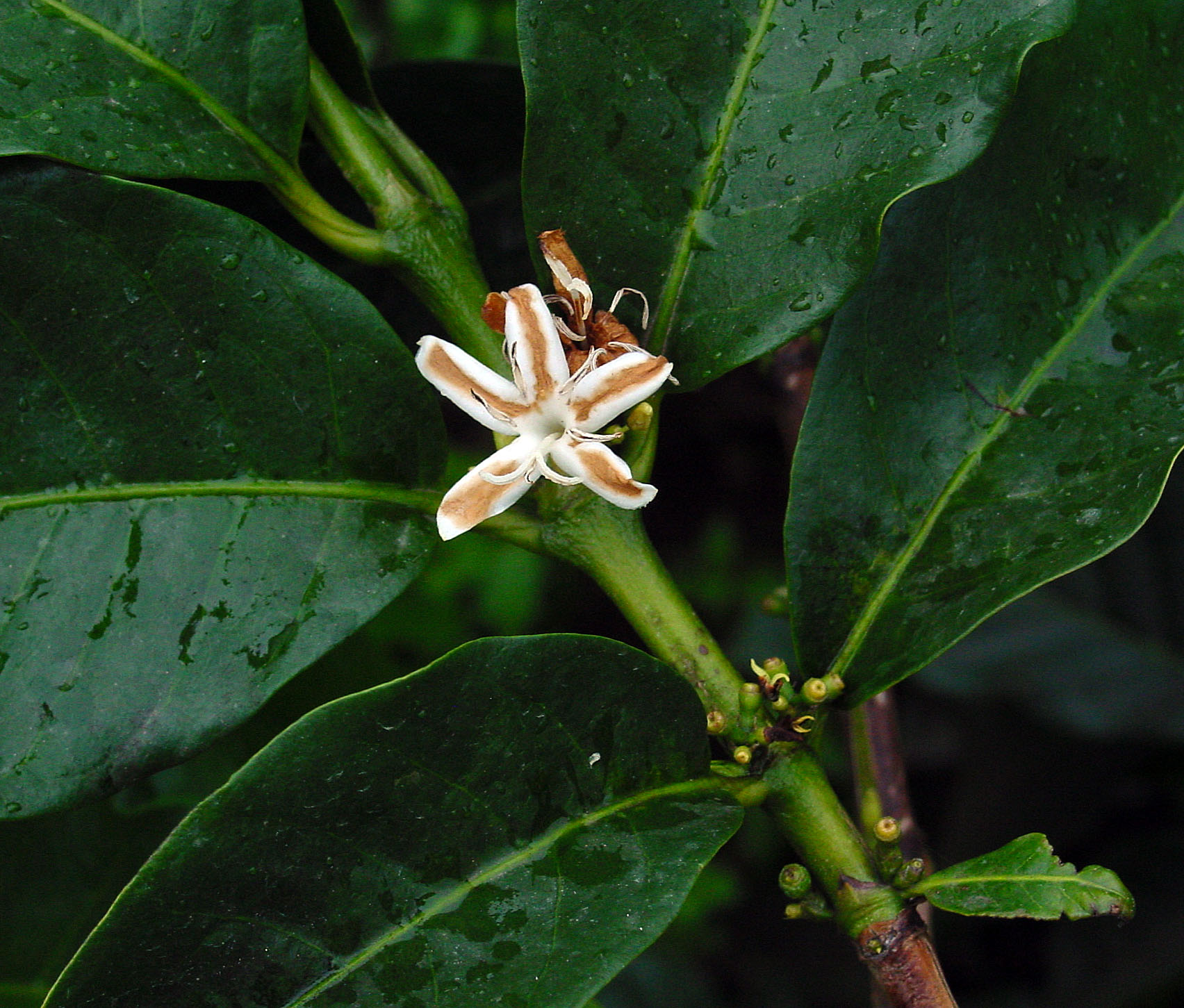
Planta de café Robusta. Foto tomada en el jardín de botánico en Madeira.

Existen varios relatos legendarios sobre el origen de la bebida en sí. Uno de ellos involucra al místico sufí yemení Ghothul Akbar Nooruddin Abu al-Hasan al-Shadhili. Según esta leyenda, mientras viajaba por Etiopía, observó unas aves de vitalidad inusual y, al probar las bayas que las aves estaban comiendo, experimentó la misma vitalidad. Otro relato involucra al pastor de cabras, Kaldi, quien se percató de los efectos energizantes cuando su rebaño mordisqueó las bayas rojas y brillantes de cierto arbusto, mascando la fruta en sí. Su júbilo lo indujo a llevar las bayas a un venerado musulmán en un monasterio cercano; pero dicha persona desaprobó su uso y lo echó al fuego, de donde emergió un aroma atrayente. Los granos tostados fueron rápidamente extraídos de las brasas y disueltos en agua caliente con sal, produciendo la primera taza de café en el mundo.
Los ancestros etíopes de la actual tribu oroma fueron los primeros en haber reconocido el efecto energizante de la planta de café nativa la cual preparaban con sal debido al poco comercio que existía con el azúcar. Se han llevado a cabo estudios de variabilidad genética sobre diversos tipos de Coffea arabica y se ha encontrado una baja diversidad, pero que retiene alguna heterozigocidad residual de materiales ancestrales y relacionados directamente de las especies extendidas de Coffea canephora y C. liberica; sin embargo, hasta ahora no se ha hallado evidencia que indique en qué parte de África creció el café o entre qué nativos habría sido usado como un estimulante o conocido con anterioridad al siglo XVII.

## Origen en Etiopía y Arabia

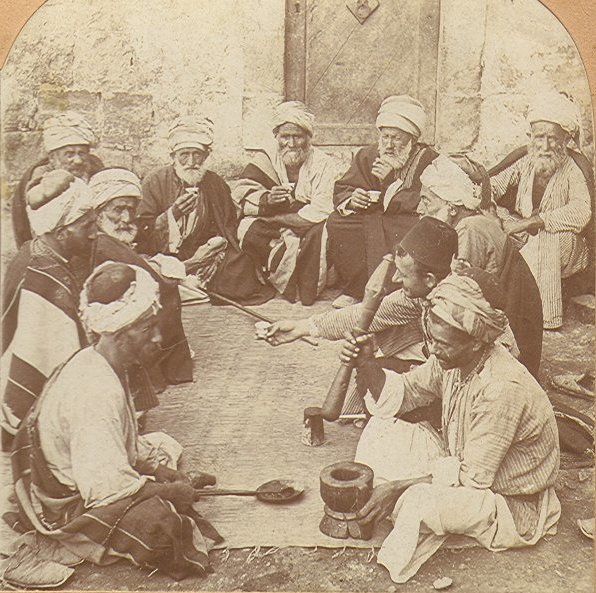
Café en Palestina hacia 1900. Tarjeta estereoscópica de Keystone View Company.

El árbol de café tiene su centro de origen en Abisinia (en la actual Etiopía), en el oriente de África. En el mundo sobresalen por su importancia comercial, la especie de los cafés arábigos y los de los cafés robustos. La primera especie abarca casi las tres cuartas partes de la producción mundial y se cultiva principalmente en Centro y Sur de América.
El cafeto es probablemente originario de la provincia de Kafa, en Etiopía, pero la cuestión no está resuelta completamente.
Una leyenda muy comentada y difundida sobre el origen del café es la de un pastor de Abisinia (actual Etiopía), llamado Kaldi, observó el efecto tonificante de unos pequeños frutos rojos de arbusto en las cabras que lo habían consumido en los montes, efecto comprobado por él mismo al renovarse sus energías.
Kaldi llevó unas muestras de hojas y de frutos a un monasterio, donde los monjes por curiosidad las pusieron a cocinar. Al probar la bebida la encontraron de tan mal sabor, que arrojaron a la hoguera lo que quedaba en el recipiente. Los granos a medida que se quemaban, despedían un agradable aroma. Fue así como a uno de los monjes se le ocurrió la idea de preparar la bebida a base de granos tostados.
Parece que las tribus africanas, que sabían del café desde la antigüedad, molían sus granos y elaboraban una pasta utilizada para alimentar a los animales y aumentar las fuerzas de los guerreros. Su cultivo se extendió en primer lugar en la vecina Arabia, llevado probablemente por prisioneros de guerra, donde se popularizó aprovechando la prohibición del alcohol por el islam. Yemen fue un centro de cultivo importante, desde donde se propagó al resto del mundo árabe.
Se le llamó entonces qahwa (قهوة), que significa café. Los datos arqueológicos disponibles hoy en día sugieren que el café no fue «domesticado» antes del siglo XV: el proceso de elaboración de la bebida, largo y complejo, explica quizás el descubrimiento tardío de las virtudes de las semillas del cafeto, poco atractivas inicialmente. Los recientes descubrimientos (1996) de un equipo arqueológico británico, aún por confirmar, dejan entrever la posibilidad de que el consumo comenzara a partir del siglo XII, en Arabia.[cita requerida]

## Expansión en el mundo islámico
La palabra café procede de la palabra árabe qahwah que significa «estimulante». La bebida se expandió desde Etiopía y llegó a los países árabes (Persia, Yemen, Arabia…), donde el primero que describió el café fue el médico y botánico alemán Léonard Rauwolf en 1583:  
«Una bebida tan negra como la tinta, útil contra numerosos males, en particular los males de estómago. Sus consumidores lo toman por la mañana, con toda franqueza, en una copa de porcelana que pasa de uno a otro y de la que cada uno toma un vaso lleno. Está formada por agua y el fruto de un arbusto llamado bunnu».
En la época en la que se introdujo el café ya había varios conflictos con la prohibición del alcohol en estos países islámicos debido a su religión. Tras la llegada del café aparecieron las cafeterías (la primera cafetería se inauguró en 1475 en Constantinopla), se convirtieron en la cuna del liberalismo donde se reunían los intelectuales, principalmente filósofos y letrados, por ello los imanes ortodoxos y conservadores quisieron prohibir el consumo del café en La Meca en 1511 y en El Cairo en 1532. Sin embargo, la corriente de ideas que se habían implantado en los países a través de estos establecimientos y la popularidad de la bebida hizo que las autoridades tuvieran que revocar dicha ley.

## ¿Amenaza para el orden público?

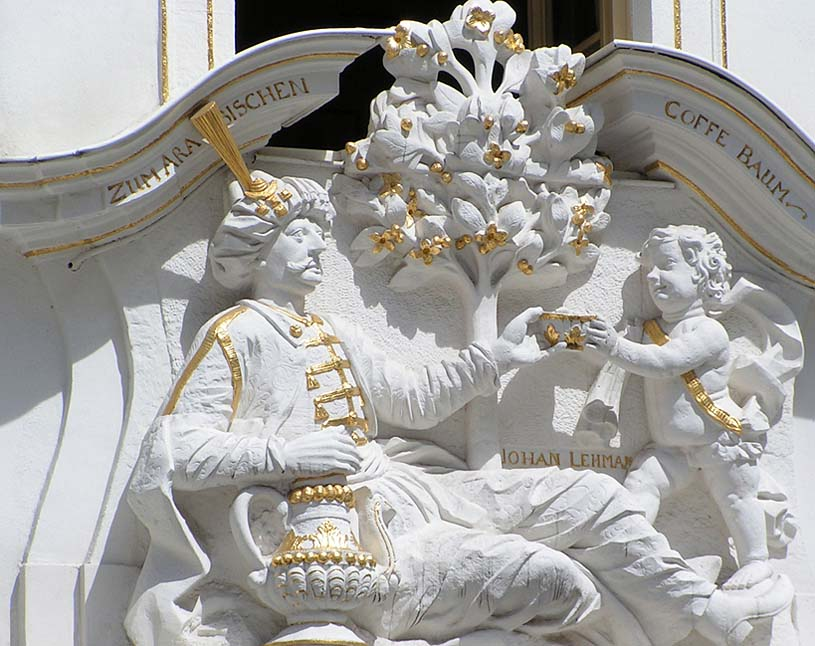
Sobre la entrada de una cafetería de Leipzig hay una representación escultórica de un hombre con traje turco recibiendo una taza de café de manos de un chico.

En La Meca, el 20 de junio de 1511, el emir Khair Bey observó a un grupo de hombres bebiendo café. Observó las características particulares y juntó a un grupo de doctores y juristas para decidir si la bebida se ajustaba al Corán, que prohíbe toda forma de intoxicación. Como observa Antony Wild, es fácil olvidar que el café es una potente droga, cuya introducción necesita de un consenso cultural, pero no de un consenso médico en Occidente. Por ello, agitados debates acompañaron a los inicios de la introducción del café en el mundo islámico. El entusiasmo era tal que una ley turca de la época sobre el divorcio precisaba que una mujer puede divorciarse de su esposo si éste no llegaba a proporcionarle una dosis diaria de café.
En 1511, Khair Bey hizo cerrar todas las cafeterías, llevando a cabo además una campaña de desinformación contra los perjuicios del café, cuando se enteró de que las críticas contra su poder provenían de bebedores de café. El cierre de las cafeterías causó rebeliones, lo que incitó al gobernador de Egipto a cancelar la prohibición. El consumo de café pudo entonces proseguir su desarrollo. En 1630 había ya un millar de cafeterías en El Cairo. La prohibición volvió de nuevo a Europa, tras la apertura de las cafeterías y, curiosamente, por las mismas razones, es decir, por creer que la ingesta de café desarrolla el espíritu crítico, favoreciendo probablemente los intercambios intelectuales entre consumidores.
El café llegó a Europa alrededor del año 1600, gracias a los mercaderes venecianos. Se aconsejó al Papa Clemente VIII prohibir el café, pues representaba una amenaza de los infieles. Después de haberlo probado, este último bautizó la nueva bebida, declarando que dejar sólo a sus infieles el placer de esta bebida sería una lástima. El café fue bien recibido por los monjes por las mismas razones que los imanes: permite mantenerse despierto durante mucho tiempo y mantener el espíritu limpio. Los musulmanes, celosos de sus plantas de Coffea arábica, prohibieron su exportación. En 1650, un peregrino musulmán, Baba Budan llegó a coger siete plantas en la India, que plantó en Mysore' y cuyas plantas descendientes subsisten todavía hoy.

## Introducción en Europa y América

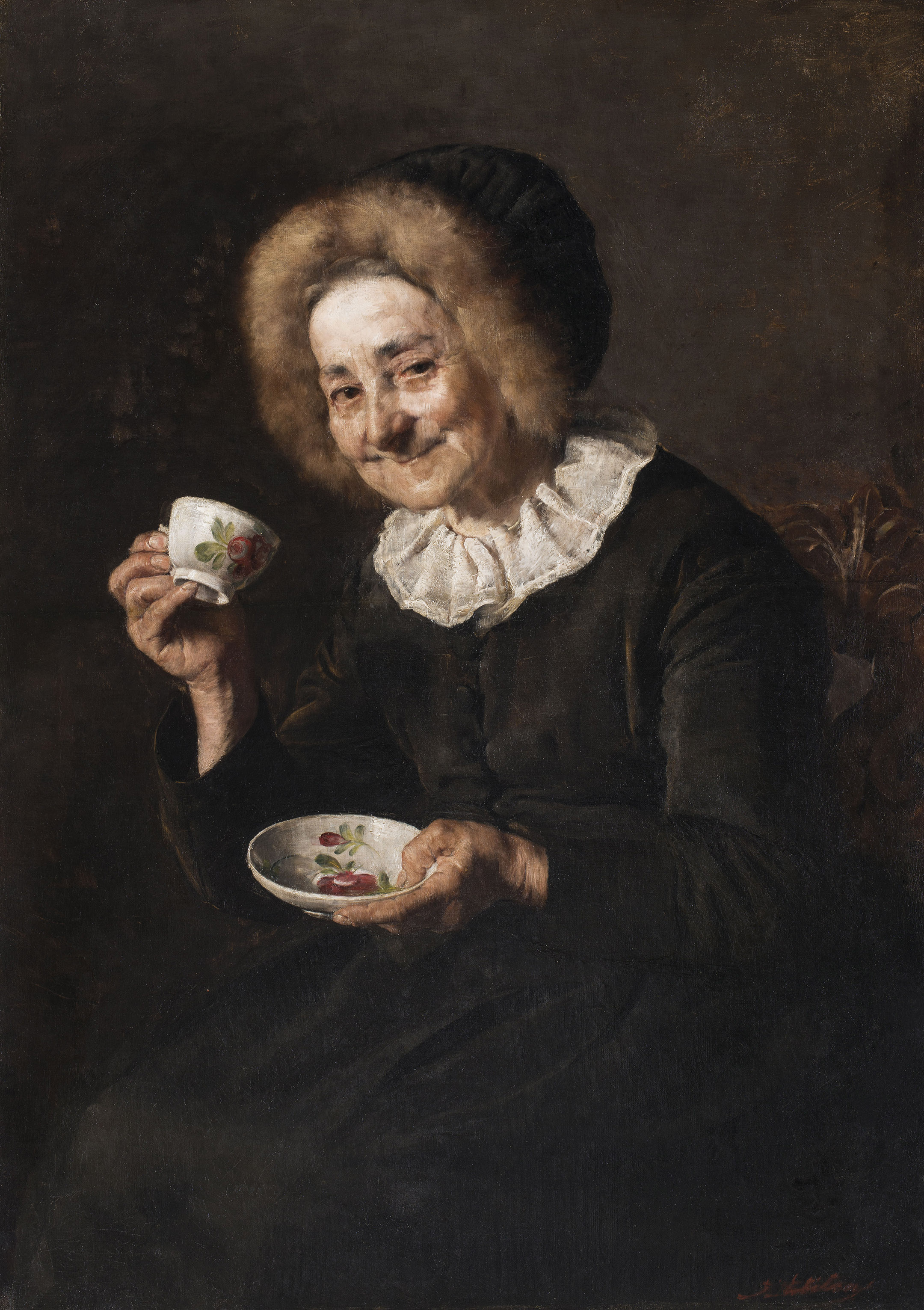
Kofetarica (La bebedora de café), de 1888. Óleo sobre lienzo de Ivana Kobilca (1861-1926), en el Museo Nacional de Liubliana.

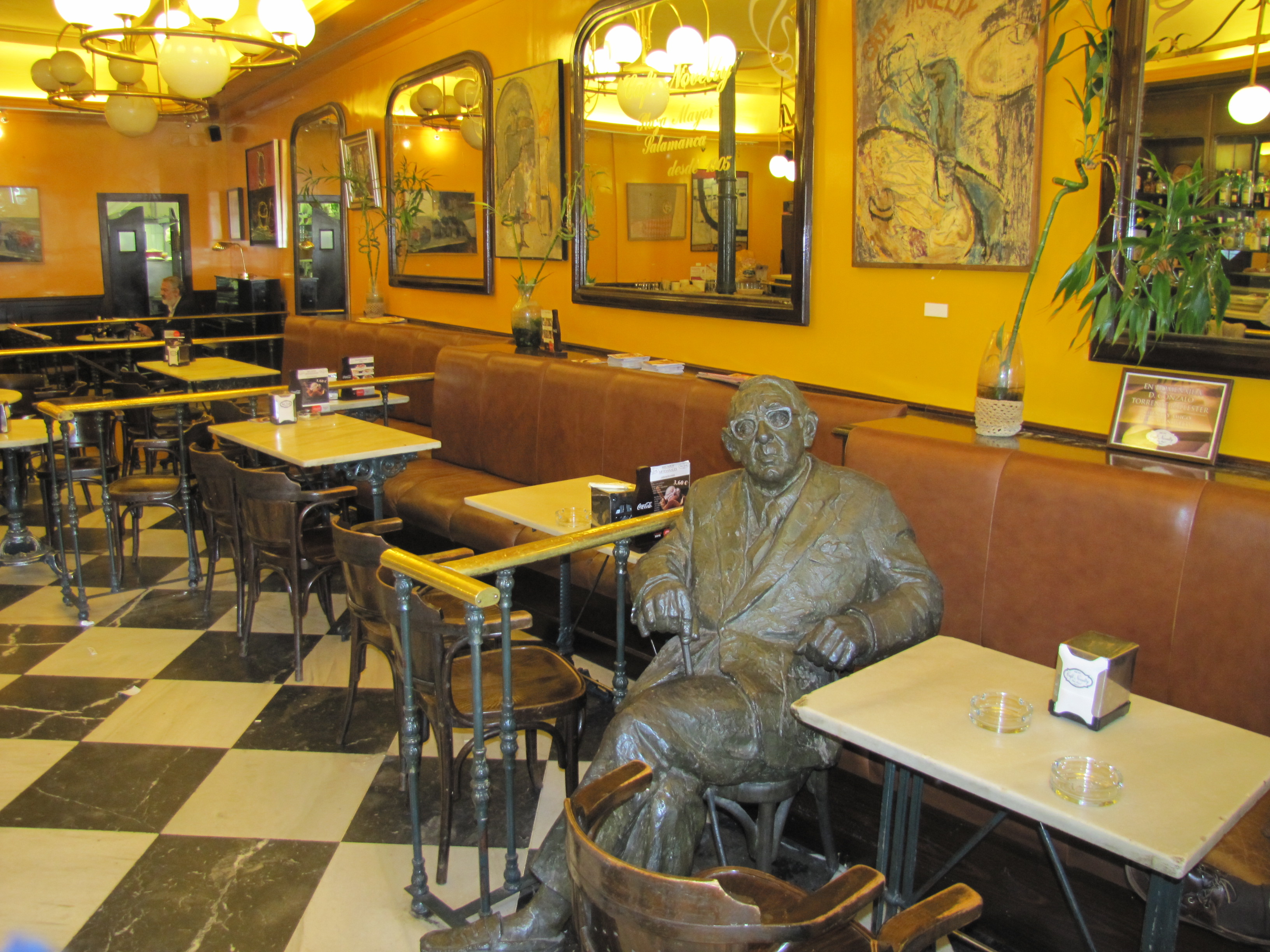
Estatua dedicada a Torrente Ballester, en el Café literario Novelty, fundado en 1905, en la Plaza Mayor de Salamanca, obra del escultor Fernando Mayoral.

Se considera que fue el botánico alemán Leonhard Rauwolf quien, por primera vez, describió el café en un libro publicado en 1583.
El café resultó especialmente reprobado por los sectores protestantes, aunque no produciría reacciones tan ásperas como el tabaco. Ya en 1611 algunos terratenientes alemanes pusieron en marcha el sistema de prohibir su difusión. Estas medidas se mantuvieron durante al menos un siglo en el norte y este de Alemania, hasta que Federico II de Prusia despenaliza su uso, sometiéndolo al pago de un fuerte impuesto. El malestar frente al café prosiguió en el norte de Europa hasta bien entrado el siglo XIX.
Cuando en el siglo XVII llegó por primera vez el café a Europa, algunos sacerdotes católicos lo llamaron una amarga invención de Satanás, pues lo veían como un posible sustituto del vino, el cual, en su opinión, había sido santificado por Cristo. Sin embargo, según el libro Coffee, se dice que el papa Clemente VIII probó la bebida y al instante quedó cautivado. Para resolver el dilema religioso, bautizó simbólicamente el brebaje, haciéndolo así aceptable para los católicos.
En el sur y oeste de Europa se observó una mayor tolerancia. En la década de 1650 comenzó a ser muy importado y consumido en Inglaterra, y se comenzaron a abrir cafeterías en Oxford y en Londres. La primera cafetería en Londres se abrió en 1652.
Las cafeterías se convirtieron en lugares donde nacieron las ideas liberales, debido a la visita frecuente a esos lugares (donde, por cierto, se distribuían panfletos) por parte de filósofos y letrados. En 1676, esta agitación incitó al fiscal del rey Carlos II de Inglaterra a pedir el cierre de las cafeterías, citando crímenes de ofensa contra el propio rey y contra el reino. Las reacciones en contra de tal decisión fueron tales que el edicto de cierre debió revocarse. Los flujos de ideas alimentadas por el café modificaron profundamente al Reino Unido. Había más de dos mil cafeterías, según un registro del año 1700. La famosa compañía de seguros Lloyd's de Londres fue en su origen una cafetería, fundada en 1688.
En 1670 se abrió la primera cafetería en Berlín. En París, el café Procope fue el primero en abrir, en 1686, inventando una nueva forma de preparar el café: haciendo pasar agua caliente a través de un filtro con café molido.
La historia de las célebres cafeterías de Viena comenzó con la Batalla de Viena de 1683.  A mediados del siglo XVIII todas las ciudades europeas tenían cafeterías, y en 1734 Johann Sebastian Bach compuso su célebre Cantata del café (BWV 211), en una de cuyas escenas una chica le pide a su padre que, si la castiga, no lo haga prohibiéndole el café, y dice que, si se casa, su marido deberá permitirle beberlo.

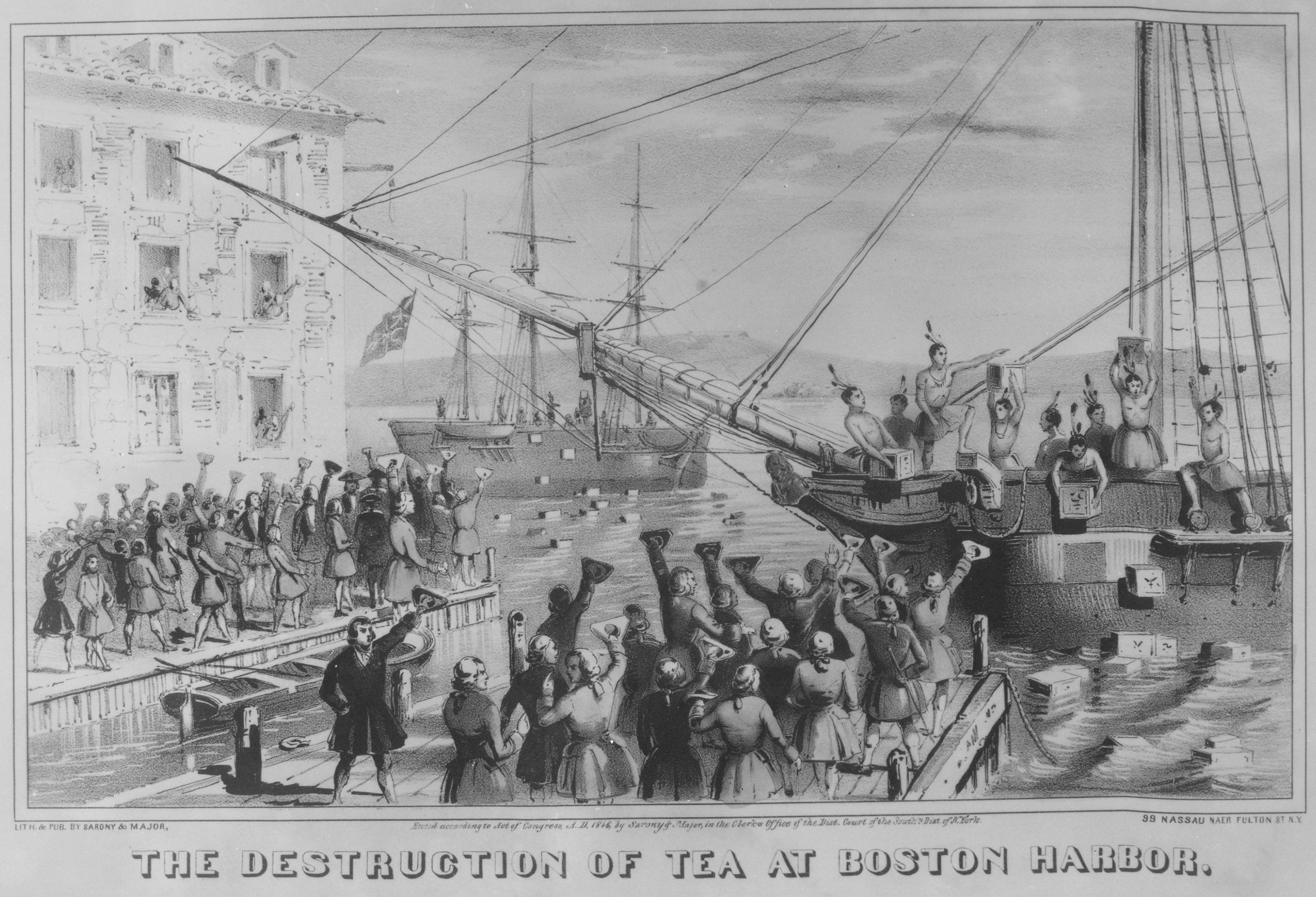
Motín del té en Boston, 1773

El café cruzó el Atlántico en 1689, con la apertura del primer establecimiento en Boston. La bebida ganó popularidad y obtuvo el rango de bebida nacional, después de que los rebeldes lanzaron al mar el té sobretasado por la Corona británica durante el motín del té en Boston. Esta operación clave se preparó en la cafetería Dragón verde.
El café alcanzó su completa aceptabilidad social en el siglo XVIII. Pronto los grandes cultivos se desplazaron a Ceilán e Indonesia, consolidándose posteriormente en América del Sur.

El café comenzó a cultivarse en las colonias inglesas, en particular en Ceilán, pero las plantaciones fueron devastadas por una enfermedad y finalmente sustituidas por plantaciones de té. En 1696, los holandeses lo hicieron cultivar en Indonesia y en Java. En 1714, el capitán de infantería Gabriel Mathieu de Clieu ocultó un esqueje de una planta de café ofrecida por Holanda al rey Luis XIV de Francia y conservada en los invernaderos reales para establecerlo en las cuestas del Monte Pelée en Martinica, en Santo Domingo y Guadalupe. Cincuenta años más tarde, se cuentan 19 millones de plantas en Martinica.

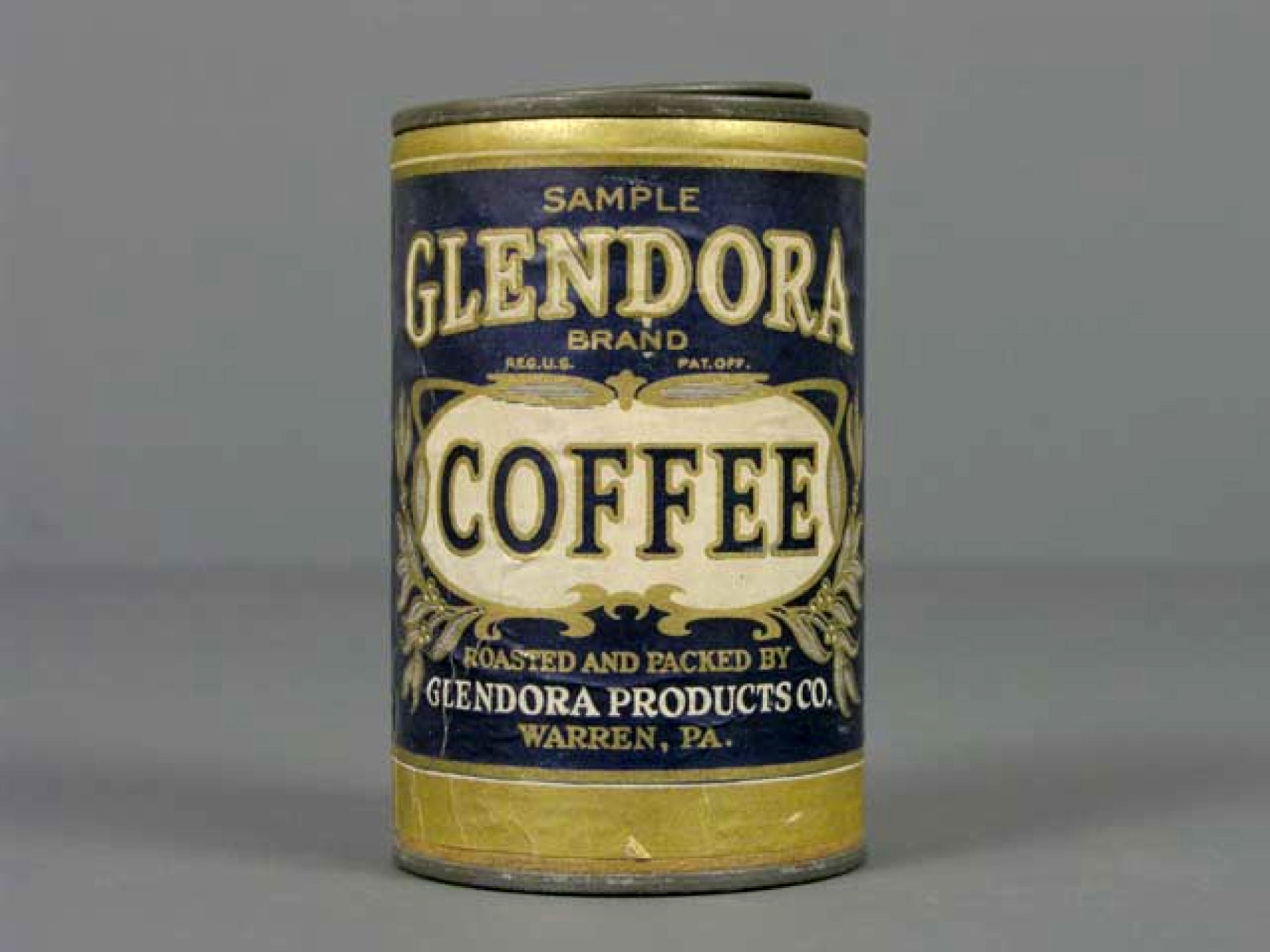
Lata de café de la primera mitad del. De la colección del Museo del Objeto del Objeto.

 Los holandeses llevaron semillas a la Guayana Neerlandesa y de ahí a la vecina Guayana Francesa. La primera plantación en Brasil se estableció en 1727 con plantas sustraídas de la Guayana Francesa a pesar de fuertes medidas de seguridad impuestas por las autoridades coloniales. Su industria dependía de la práctica de la esclavitud, que se suprimió en 1888.
En 1784 los misioneros capuchinos  llevaron las primeras semillas de café a Venezuela desde el Brasil mientras que a Colombia llegaron desde las Antillas Francesas. Los primeros cultivos en pequeña escala se registraron en los últimos tiempos coloniales, sobre todo en los departamentos de Magdalena y Norte de Santander en 1785.
Cuando el café alcanzó las colonias estadounidenses, no tuvo inicialmente tanto éxito como había tenido en Europa, ya que los colonos lo veían como un pobre sustituto del alcohol. Sin embargo, durante la Guerra de la Independencia, la demanda de café aumentó hasta tal punto que los distribuidores tuvieron que agrupar las escasas existencias y subir los precios drásticamente; parte de ello se debió a la disponibilidad reducida de té de los mercaderes británicos. El consumo de café entre los estadounidenses aumentó durante principios del siglo XIX, tras la Guerra de 1812, que había acabado con el acceso a las importaciones de té, y la gran demanda durante la Guerra de la Independencia, así como muchos adelantos en la tecnología para la elaboración de la bebida cimentó la posición del café como un producto diario en Estados Unidos.
En Colombia las primeras plantaciones a mediana escala se registraron en 1808 en Cúcuta, Chinácota y Salazar de las palmas en 1813 Ignacio Ordóñez de Lara fue el primero en contar con un cultivo de 7.000 palos de café. En la región del Cundinamarca fue Tyreel Moore en 1867 quien estableció los primeros cultivos y Mariano Ospina Rodríguez en el departamento de Antioquia. En el Departamento de Caldas en el llamado eje cafetero colombiano los responsables fueron Eduardo Walker en jurisdicción de La Cabaña y Antonio Pinzón en el Águila y para 1890 el café se constituye en base de la economía regional. En 1886 Simón López lo extendió a la ciudad de Pereira de donde partió la expansión del cultivo a zonas del Quindío y al Valle del Cauca.
En España, a finales del siglo XIX y principios del XX, también los intelectuales comenzaron a reunirse en cafeterías, algunas de las cuales a día de hoy son auténticas instituciones: Café Gijón (Madrid, 1888), Café Novelty (Salamanca, 1905) o el Café de Fornos (Madrid, 1907) entre otros.

## Popularidad en Occidente hasta nuestros días
Durante el siglo XVIII, la bebida se hace popular en Europa, y los colonos europeos introducen el cultivo del café en numerosos países tropicales, como un cultivo de exportación para satisfacer la demanda europea. En el siglo XIX, la demanda en Europa era a menudo superior a la oferta y estimuló el uso de distintos sustitutos con un sabor similar, como la raíz de achicoria (véase la sección sobre sustitutos).
Las principales regiones productoras de café son América del Sur (particularmente Brasil, Ecuador y Colombia), Vietnam, Kenia y Costa de Marfil. Hawái tiene una pequeña producción de café de gran calidad y elevado precio, pero entre las numerosas variedades desarrolladas, el café más caro y famoso sigue siendo el Blue Mountain procedente de Jamaica. Aunque actualmente Colombia y Perú poseen numerosas plantaciones de café orgánico de altísima calidad que están empezando a ganar reconocimiento mundial. Durante varias décadas en los siglos XIX y XX Brasil fue el mayor productor y monopolista virtual en el comercio del café, hasta que una política de mantenimiento de altos precios generó oportunidades de negocio a otros productores, como Colombia, Guatemala, Perú, México, Venezuela, Costa Rica, Nicaragua e Indonesia.